# Antoine Fuqua
Antoine Fuqua (Pittsburgh, Pensilvania; 30 de mayo de 1965) es un director de cine estadounidense. Dirigió Training Day, The Replacement Killers, Tears of the Sun, King Arthur, Shooter y Brooklyn's Finest, entre otras películas.

## Biografía
Tras estudiar ingeniería electrónica con la esperanza de trabajar para el ejército, Fuqua comenzó su carrera dirigiendo videos musicales para artistas populares como Toni Braxton y Prince, antes de convertirse poco después en un director de cine reputado, especialmente por su trabajo en la premiada película Training Day, protagonizada Denzel Washington y Ethan Hawke. 
En 2011 Fuqua fue elegido para dirigir Prisoners, cinta basada en la obra de Aaron Guzikowski, y poco después también fue seleccionado para dirigir una película biográfica sobre Tupac Shakur. pero acabó por abandonar ambos proyectos. Finalmente, dirigió el thriller de acción Olympus Has Fallen, protagonizado por Gerard Butler y Morgan Freeman.
En el año 2013 Fuqua volvió a trabajar con Denzel Washington para protagonizar el remake para la gran pantalla de la serie de los años 80 The Equalizer. En esta cinta, su penúltima colaboración con Washington, también contó con la joven actriz Chloë Grace Moretz, así como con la ganadora de un Óscar Melissa Leo. Posteriormente, en 2018, volvió a trabajar con Denzel Washington en la segunda parte, The Equalizer 2.

## Trabajo como guionista
Fuqua reescribió el guion de After Dark junto a Wesley Snipes, el cual había sido escrito originalmente por Peter Milligan e ilustrado por Jeff Nentrup.

## Vida personal

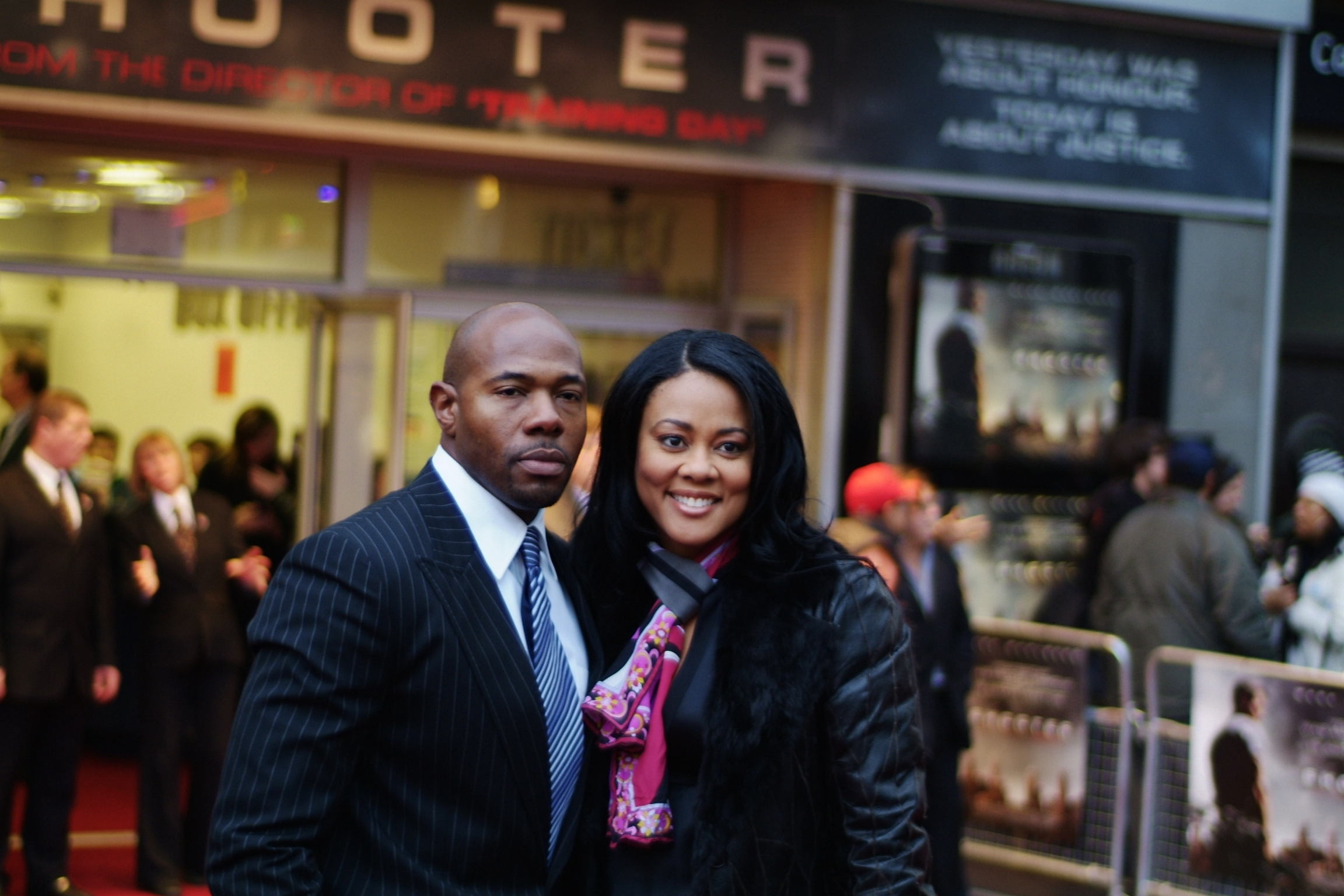
Fuqua con Lela Rochon.

Antoine Fuqua nació y creció en Pittsburgh, Pensilvania, donde se graduó en la Taylor Allderdice High School en 1983. Fuqua asistió luego a la Universidad de Virginia Occidental y a la Universidad Estatal de Virginia Occidental, sin llegar a graduarse. Su tío fue un productor, cantautor y ejecutivo en el sector musical, quien a su vez era sobrino de Charlie Fuqua de The Ink Spots.
Se casó con la actriz Lela Rochon en abril de 1999.

## Filmografía

### Cine y televisión
| Año  | Título                                       | Notas           |
| ---- | -------------------------------------------- | --------------- |
| 1992 | Inside Out IV                                | Directo a video |
| 1998 | The Replacement Killers                      |                 |
| 1999 | Usher Live                                   | Directo a video |
| 2000 | Bait                                         |                 |
| 2001 | From Toni with Love: The Video Collection    | Directo a video |
| 2001 | Training Day                                 |                 |
| 2003 | Tears of the Sun                             |                 |
| 2004 | Lightning in a Bottle                        | Documental      |
| 2004 | King Arthur                                  |                 |
| 2005 | Murder Book                                  | Televisión      |
| 2006 | The Call                                     |                 |
| 2007 | Shooter                                      |                 |
| 2010 | Brooklyn's Finest                            |                 |
| 2013 | Olympus Has Fallen                           |                 |
| 2014 | The Equalizer                                |                 |
| 2015 | Southpaw                                     |                 |
| 2016 | Los siete magníficos (The Magnificent Seven) |                 |
| 2018 | The Equalizer 2                              |                 |
| 2021 | Infinite                                     |                 |
| 2021 | The Guilty (película de 2021)                |                 |
| 2022 | Emancipación                                 |                 |
| 2023 | The Equalizer 3                              |                 |
| 2025 | Michael                                      |                 |

### Videos musicales
- "Love's Taken Over", Chanté Moore (1992)
- "It's Alright", Chanté Moore (1992)
- "All I See", Christopher Williams (1992)
- "Nobody Does It Betta", Mint Condition (1993)
- "Saving Forever for You", Shanice (1993)
- "The Morning After", Maze Feat con Frankie Beverly (1993)
- "Ain't Nobody", Jaki Graham (1994)
- "Somewhere", Shanice (1994)
- "I'm In The Mood", CeCe Peniston (1994)
- "Deep Down", Ladae (1994)[8]
- "The Most Beautiful Girl in the World", Prince (1994)
- "United Front", Arrested Development (1994)
- "For Your Love", Stevie Wonder (1995)
- "Freedom", Various Artists (1995)
- "Gangsta's Paradise", Coolio (1995)
- "Bedtime (Version 2)", Usher Raymond (1998)
- "Blue Angels", Pras (1999)
- "Citizen Soldier", 3 Doors Down (2007)
- "Mirror", Lil Wayne (2011)

### Anuncios publicitarios
- Pirelli – "The Call" (2006), con Naomi Campbell y John Malkovich